# 火山国立公園

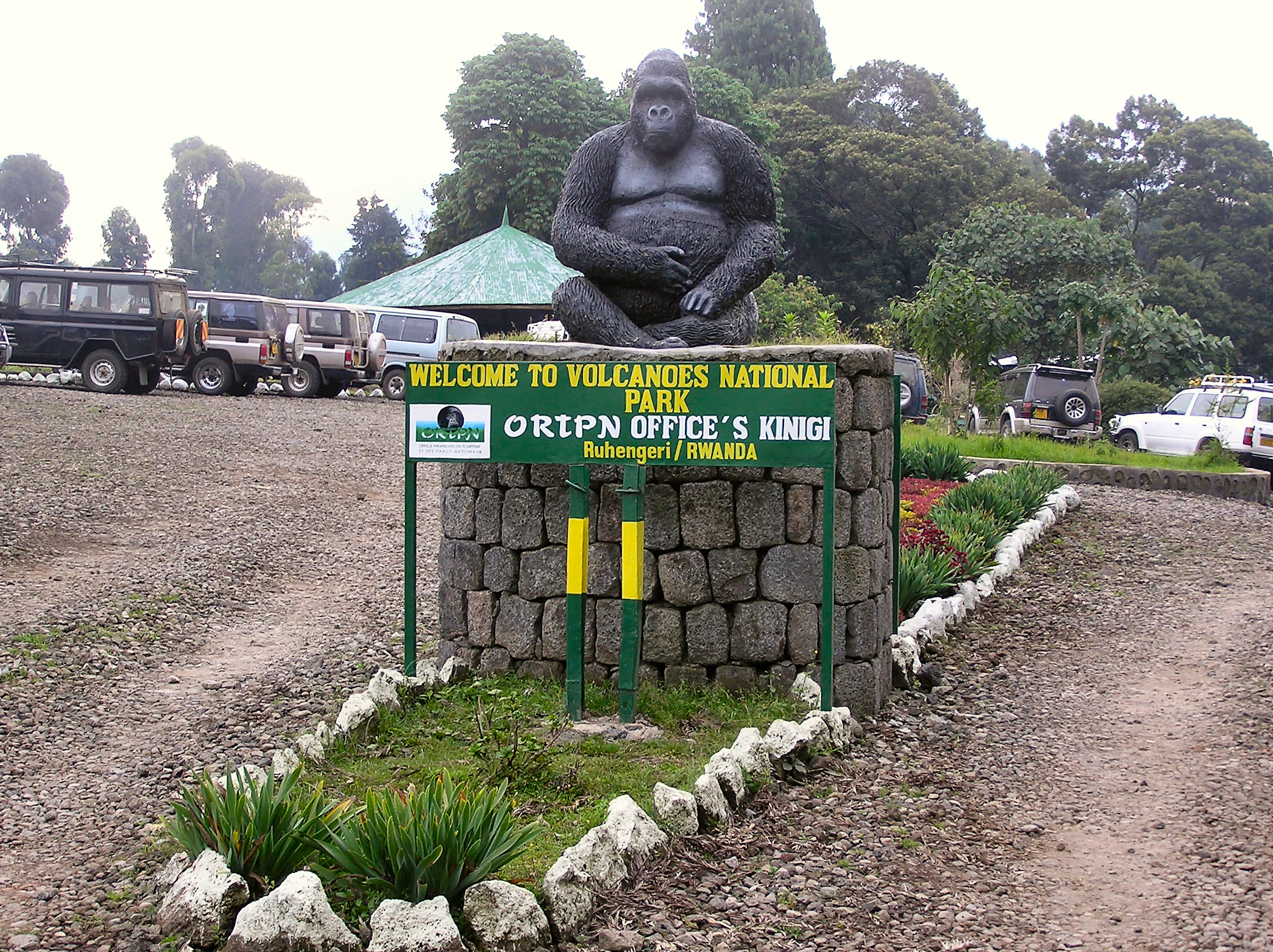
火山国立公園の入口

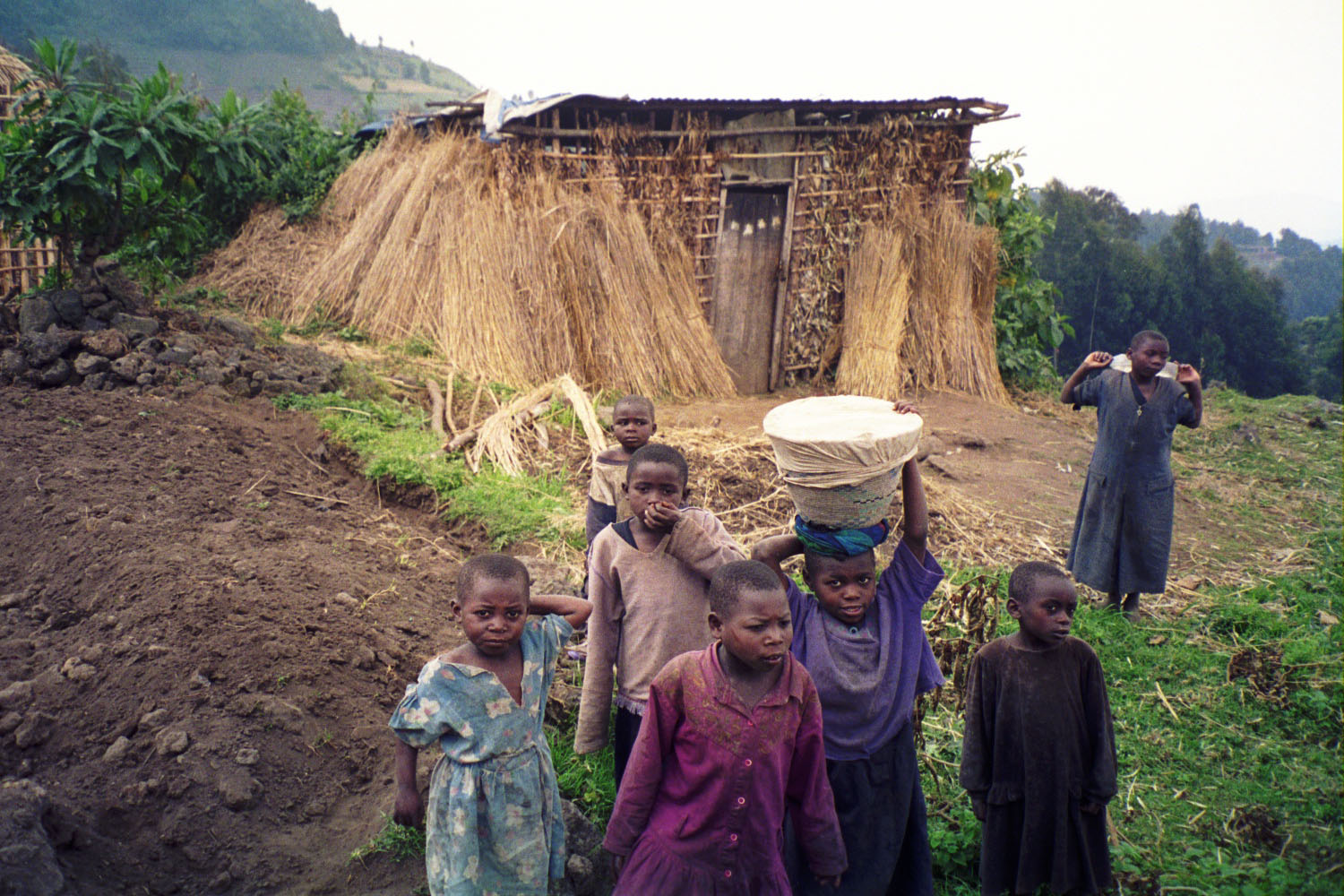
火山国立公園付近の農家

火山国立公園（かざんこくりつこうえん、英: Volcanoes National Park、ルワンダ語: Pariki y’Igihugu y’Ibirunga）は、ルワンダ北西部に位置する国立公園である。160km²の領域は、熱帯雨林とヴィルンガ山地の8つの火山のうちの5つ（西からカリシンビ山、ビソケ山、サビニョ山、ガヒンガ山、ムハブラ山）を範囲とし、コンゴ民主共和国のヴィルンガ国立公園とウガンダのムガヒンガ・ゴリラ国立公園に隣接している。希少なマウンテンゴリラとゴールデンモンキー（ヴィルンガゴールデングエノン）の生息地であり、マウンテンゴリラの研究と保護活動で知られる霊長類学者のダイアン・フォッシーの活動拠点であった。

## 歴史
火山国立公園の前身となる公園は、1925年にゴリラを密猟者から保護することを目的とし、カリシンビ山、ビソケ山、ミケノ山に囲まれた小さな領域にアフリカ初の国立公園として設立された。その後、1929年に公園の境界線がルワンダとベルギー領コンゴ内で拡張され、8,090km²の広大な面積を持つアルバート国立公園（現在のヴィルンガ国立公園）として双方の植民地を支配していたベルギーの植民地当局によって運営された。1958年には公園内の700haの領域が人間の居住可能地として許可された一方、1969年から1973年の間には1,050haが除虫菊の栽培のために国立公園の領域から除外されていた。火山国立公園は、1960年のコンゴ民主共和国独立後にヴィルンガ国立公園から分離する形で成立した。豊富な植物相と動物相があるため、1983年に生物圏保護区に登録されている。

### ダイアン・フォッシーの研究活動
この公園は後にアメリカの霊長類学者のダイアン・フォッシーがゴリラの研究を行うための拠点となった。彼女は1967年に公園に到着し、カリシンビ山とビソケ山の間にカリソケ研究センターを設立した。それ以降、彼女はほとんどの時間をこの公園内で過ごし、ゴリラの苦境を国際社会からの注意を引くことで絶滅から救ったと広く信じられている。彼女は1985年に公園内の小屋で何者かによって殺害され、研究センターの近くの墓に埋葬された。この事件は未解決であるが、しばしば彼女が人生で戦っていた密猟者によるものであったとみなされている。彼女の人生は、後に彼女の自伝にちなんで名付けらた映画「愛は霧のかなたに」（原題: Gorillas in the Mist）の中で描かれている。

### ルワンダ内戦
火山国立公園は1990年に発生したルワンダ内戦中に戦場となり、1992年には公園本部が攻撃された。研究センターは放棄され、ゴリラの訪問を含むすべての観光活動が停止した。公園本部と研究センターは公園内の安全が確保されていると判断された1999年まで再開しなかった。その後の数年間、ルワンダの反政府勢力であるルワンダ解放民主軍による侵入が時折発生したが、ルワンダ軍によって排除されている。

## 植物相と動物相

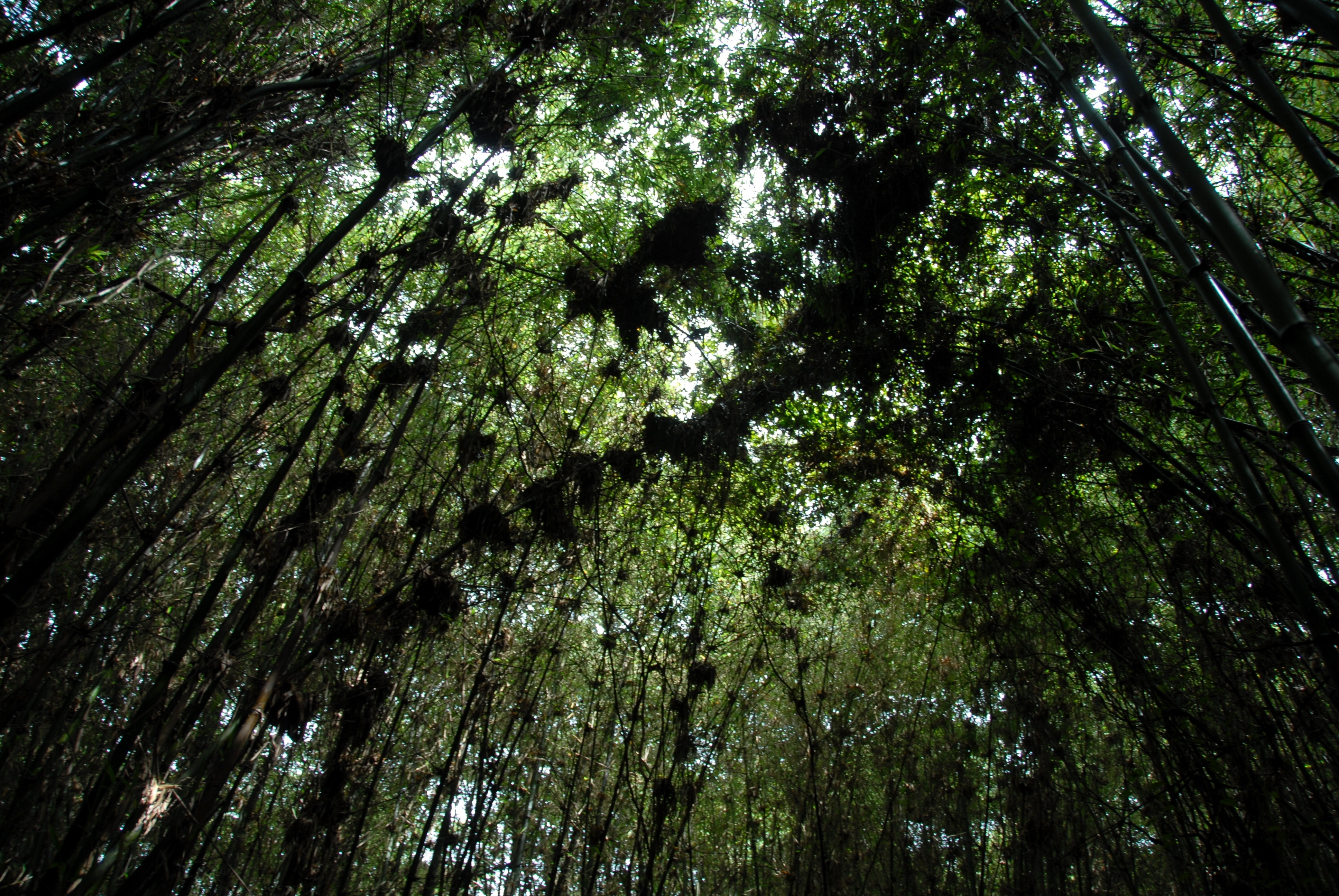
火山国立公園内の竹林

### 植物相
公園内の標高差が大きいため、標高によって植生は大きく異なる。標高の低い山地にはいくつかの森林地帯があるが、農地化による影響で多くは失われている。 標高2,400m〜2,500mの間には、トウダイグサ科に属するNeoboutoniaの植生が広がる。2,500m〜3,200mの範囲では、ユシャニア・アルピナの竹林が広がり、公園内の面積の約30％を占めている。2,600m〜3,600mにかけては、主に南と西の湿度の高い斜面でヒペリカムとバラ亜科に属するハゲニアの森林が存在し、公園の約30％の面積を占める。このハゲニアの森林は規模としては最大のものの1つである。3,500m〜4,200mでは、ジャイアントロベリア（Lobelia wollastonii）とデンドロセネキオ属のDendrosenecio erici-roseniiが最も特徴的な植物で、公園の約25％の面積を占めている。最も標高の高い4,300m〜4,500m付近は草原化している。雑木林、草地、湿地、沼地、小規模な湖なども存在するが、公園の面積に占める割合は少ない。

### 動物相

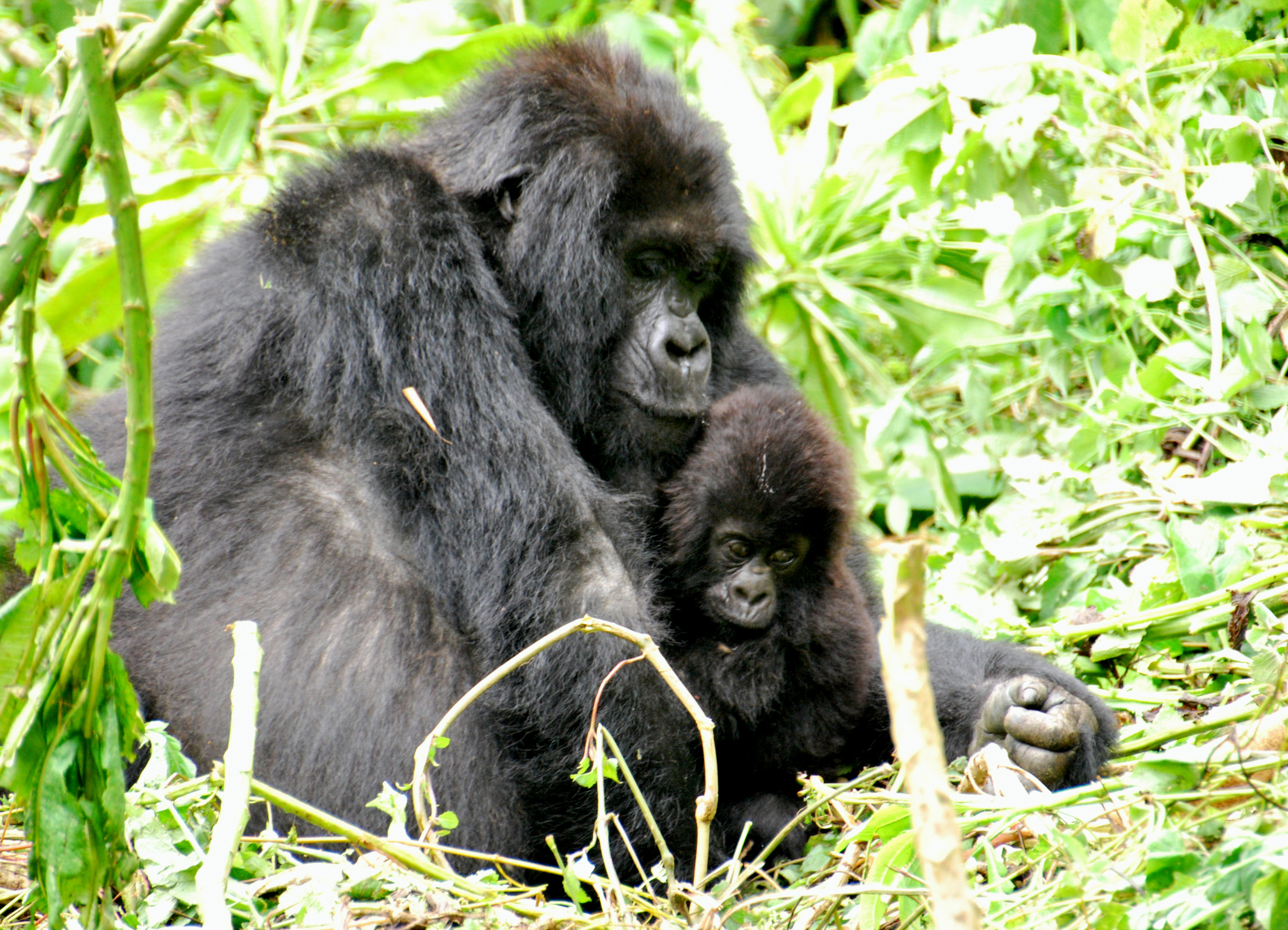
サビニョ山のマウンテンゴリラ

火山国立公園ではマウンテンゴリラの存在が最もよく知られている。その他の哺乳類は、ゴールデンモンキー、クロダイカー、アフリカスイギュウ、ブチハイエナ、ブッシュバックなどが生息している。ゾウの存在も報告されているが、数は非常に限られている。記録された鳥類は、ハナジロセワタビタキ、ウツクシシャコ、アカエリエボシドリ、アカチャツグミヒタキ、ザイールゴシキタイヨウチョウ、ワキアカイロムシクイ、チャガオモリムシクイ、オオアフリカスゲヨシキリなど178種あり、そのうち少なくとも12の種と15の亜種がヴィルンガ山地とルウェンゾリ山地の固有種である。

## 観光
ルワンダ開発局による管理のもと、公園内ではマウンテンゴリラやゴールデンモンキーのトラッキング、登山、バードウォッチング、先住民村への訪問などの様々なアクティビティーが提供されている。また、クウィタ・イジナと呼ばれる伝統的なマウンテンゴリラへの命名式が行われている。